# Theißblüte

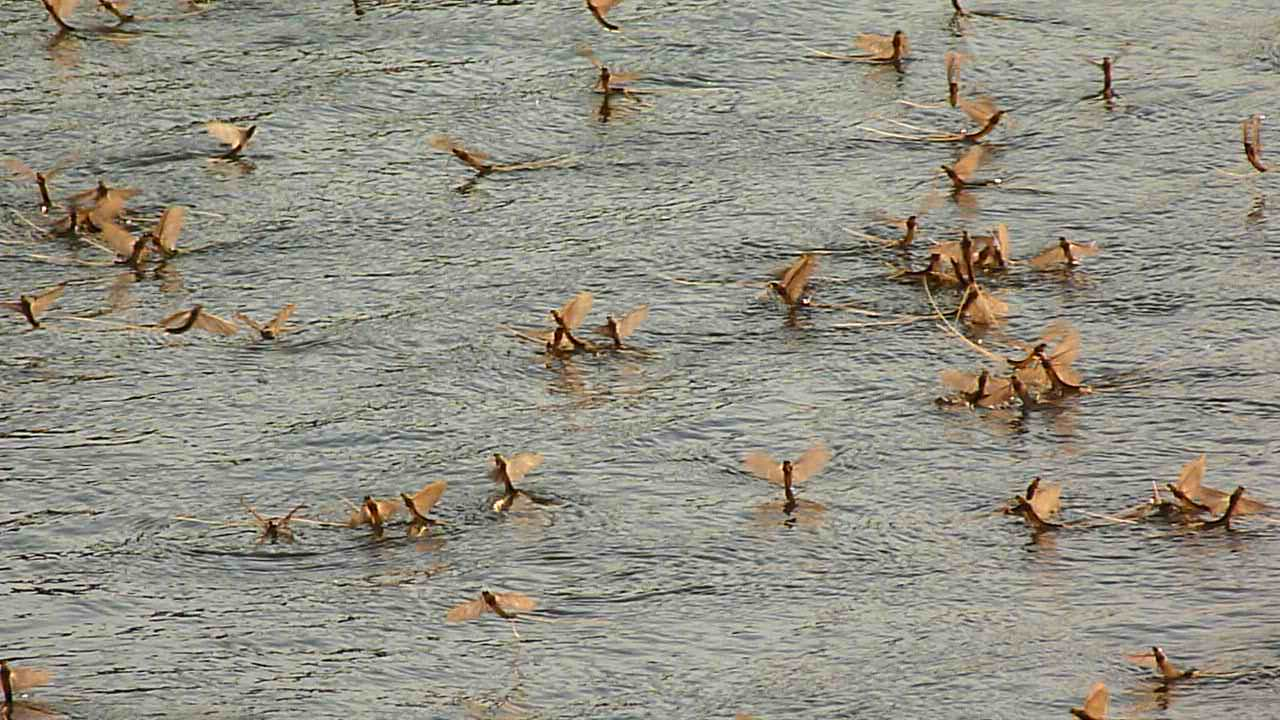
Massenschwärmen

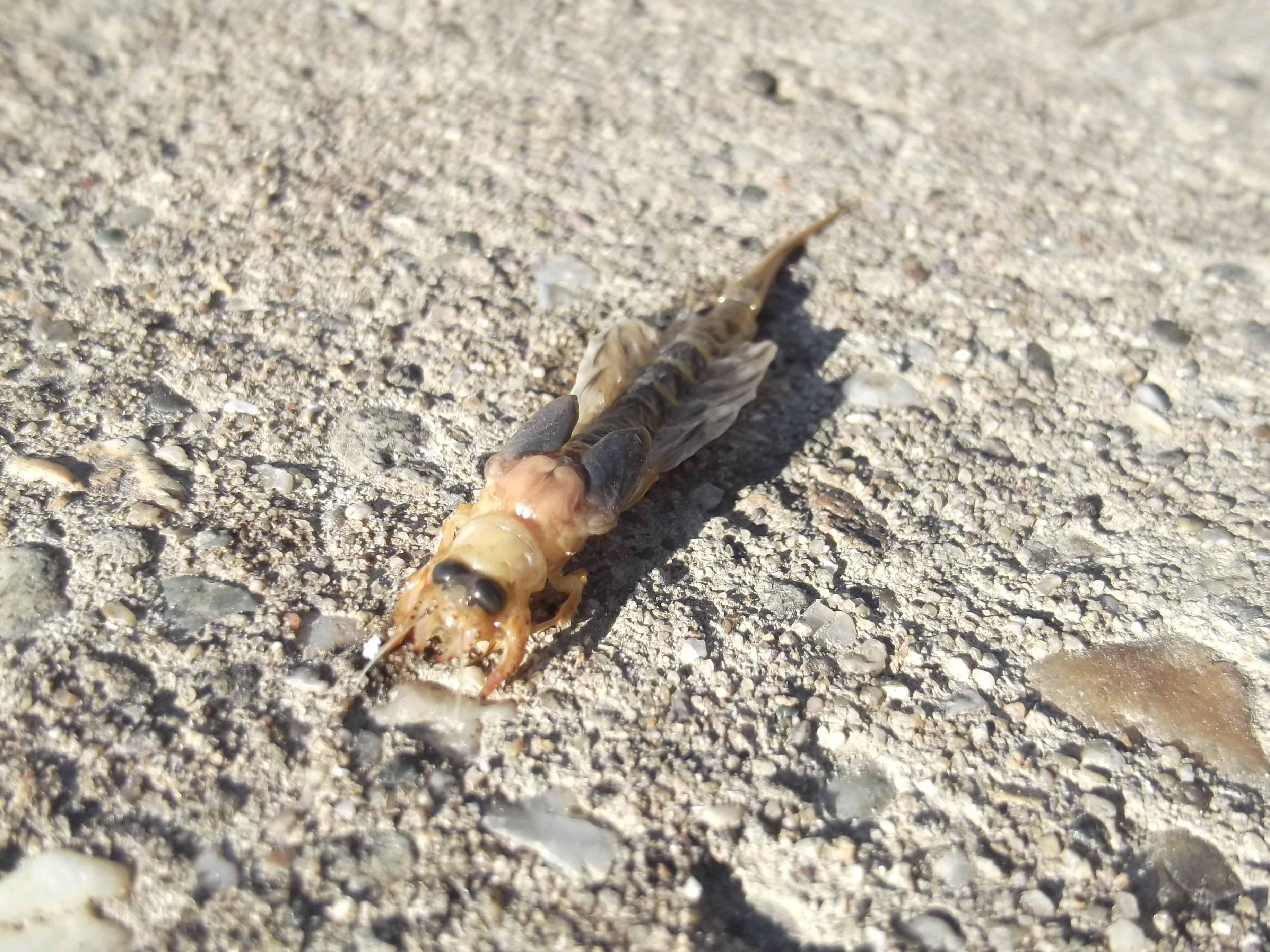
Nymphe

Die Theißblüte (Palingenia longicauda, Syn. Ephemera longicauda) ist eine Insekten-Art aus der Ordnung der Eintagsfliegen (Ephemeroptera) und im östlichen Mitteleuropa beheimatet.

## Merkmale der Imago
Die Körperlänge beträgt 25–38 mm. Inklusive der Cerci kann sie eine Länge von 12 Zentimetern erreichen, dazu eine Flügelspannweite von 60–70 mm. Damit handelt es sich um die größte Eintagsfliegenart Europas.

## Verbreitung
Palingenia longicauda kommt aktuell nur noch an der Theiß und deren Nebenflüssen in Ost-Ungarn und Rumänien vor, außerdem an der Donaumündung. Zumindest historische, möglicherweise auch aktuelle Vorkommen befinden sich an der Raab in West-Ungarn, in Nordostrumänien, in der Ukraine, Österreich und Deutschland.
Ursprünglich war die Art im Sommer in allen größeren deutschen Flüssen (z. B. Oder, Donau, Lippe) massenhaft zu finden, mittlerweile gilt sie hier als ausgestorben. Es gibt Wiederansiedlungsprojekte an der Lippe und Oder.

## Lebensweise
Das Massenschwärmen der Art, die sogenannte Theißblüte, bei der Hunderttausende der Tiere in der Abenddämmerung fliegen, ist namensgebend für die Art.
Die Larve von Palingenia longicauda benötigt langsam fließende Gewässer mit tonig-schluffigem Untergrund. Die Larven graben U-förmige, bis 25 Zentimeter lange Gänge in den Gewässerboden und leben von organischen Bestandteilen der Sedimente und Detritus. Sie machen eine dreijährige Entwicklung mit etwa 20 Häutungen durch.
Die Theißblüte und ihre Verwandten aus der Familie Palingeniidae paaren sich auf der Wasseroberfläche. Nach der Paarung fliegt das Weibchen zur Eiablage ein Stück flussaufwärts, um dadurch die Strecke auszugleichen, die die Eier bis zum Absinken auf den Gewässergrund stromabwärts verdriftet werden. Auch die Abdrift mancher Larven wird so ausgeglichen. Dieses Verhalten wird als Kompensationsflug bezeichnet.

## Gefährdung
Nach der Roten Liste gefährdeter Arten Deutschlands gilt die Art als ausgestorben oder verschollen (RL 0). Der letzte deutsche Nachweis gelang 1862.